# ダルサ (会社)
ダルサ (Teledyne DALSA Corporation) は、産業用デジタル映像機器の設計、製造に特化したカナダの企業である。2010年にテレダイン・テクノロジーズ社に買収され、2013年現在はテレダイン・ダルサとして業務を行なっている。
1980年、オンタリオ州ウォータールーにて映像分野の先駆者であり、ウォータールー大学の電子工学の教授であるSavvas Chamberlainによって設立された。設立当初、会社の業務内容は電荷結合素子(CCD)の技術開発が目的だった。やがて、会社が成長して半導体技術のリーダーになり、約700名を雇用し、世界中で1億ドルを越える売上を計上する。1984年11月に増資、1996年5月にトロント証券取引所に上場した。本社はウォータールーにあるが、ダルサ社の拡大した業務はアメリカ合衆国コロラド州コロラドスプリング、マサチューセッツ州ビラリカ、カリフォルニア州サンジャンキャピストラノ、バーモント、モントリオール、ケベック、オランダのアイントホーフェンで運営される。販売会社はドイツと日本にもある。
ダルサ社は多種類の産業用デジタル映像機器の設計、製造を行う。特筆すべきは最新の火星探査機に搭載されたカメラもダルサによって製造された。
ダルサ社はデジタルカメラの製造企業で垂直統合型の事業を行っている数少ない会社の一つでもある。半導体製造設備を有し、撮像素子を製造、電荷結合素子とCMOS撮像素子の両方を手がける数少ない会社の一つである。素子の製造から最終的な製品製造まで行っていた。最新のデジタルシネマの分野において、ダルサ オリジンカメラシステムを設計・製造し、レンタル業務を行なっていたが、2008年にその業務を終了した。
ダルサ社は2006年6月19日、1億1千1百万画素の電荷結合素子の生産を発表して、史上初の1億画素の壁を破った。
2007年、ダルサ社はマックリーンズ誌でカナダの上位100雇用者に名を連ねた。名誉を受ける一握りの製造業の1社になった。